# Lista över Finlands socknar
Denna Lista över Finlands socknar bygger på motsvarande finska lista, men har kompletterats med en del uppgifter på svenska. Socknarna är indelade enligt nuvarande landskapsindelning. Socknarna i det avträdda Karelen är i söder Karelska näset och i norr  Ladogakarelen. De avträdda områdena Hogland, Säkkijärvi, Vahviala och Jäskis har också hänförts till Karelska näset. De som historiskt hade hänförts till Karelen men endast delvis avträddes Parikkala och Uguniemi har hänförts till det nuvarande landskapet Södra Karelen. Socknen Pälkjärvi hörde historiskt till Norra Karelen men hänförs här till Ladogakarelen.
I listan ingår endast socknarna inom  den evangelisk-lutherska kyrkan i Finland. De ortodoxa socknarma i det helt ortodoxa  Kexholms län ingår inte i listan.
Delningen av socknarnas uppgifter i kommuner och kyrka 1865 innebar en ändring i strukturerna. Fram till 1865 vara alla församlingar i listan inte självständiga utan kunde lyda under en moderförsamling som en kapellförsamling eller exempelvis bruksförsamling. Också efter 1865 kunde någon församling ha en moderförsamling. Statusen anges i listan. Efter kommunernas införande 1865 kom de flesta kapellförsamlingar att bilda självständiga församlingar. Övergångstiden kunde vara lång eftersom den dåvarande kyrkoherdens lön inte fick sjunka. Därför kunde kapellförsamlingarna bli självständiga församlingar först när det blev ett byte av kyrkoherde.
De lutherska självständiga eller kapellförsamlingarna som fanns före år 1550 finns i listan Finlands medeltida församlingar.
I listan används de namn som användes på svenska. Därför kan listan också innehålla namn som numera anses vara utdöda.

## Tabell
| Församling                             | Landskap              | Grundad                           | Kapell (K), bönehus (B) eller predikostuga (P) | Moderförsamling                        | Anmärkningar |
| -------------------------------------- | --------------------- | --------------------------------- | ---------------------------------------------- | -------------------------------------- | --- |
| Brändö                                 | Åland                 | 1866                              | Omnämnd 1540-talet (K)                         | Kumlinge                               | |
| Eckerö                                 | Åland                 | 1879                              | Omnämnd 1427 (K)                               | Hammarland                             | |
| Finström                               | Åland                 | Omnämnd 1322                      |                                                |                                        | |
| Föglö                                  | Åland                 | senast 1400-talet.                |                                                |                                        | Omnämns första gången 1540. |
| Geta                                   | Åland                 | 1906                              | Omnämnd 1480-talet (K)                         | Finström                               | |
| Hammarland                             | Åland                 | Omnämnd 1406                      |                                                |                                        | |
| Jomala                                 | Åland                 | Omnämnd 1356                      |                                                |                                        | |
| Kumlinge                               | Åland                 | Omnämnd 1478                      | 1400--talets början (K)                        | Sund                                   | |
| Kökar                                  | Åland                 | 1908                              | Omnämnd 1544 (K)                               | Föglö                                  | |
| Lemland                                | Åland                 | 1200-talet.                       |                                                |                                        | Antas vara den äldsta församlingen på Åland |
| Lumparland                             | Åland                 | 1961                              | 1500-talet.(K)                                 | Lemland                                | De sju byarna i Lumparland fanns redan på 1540-talet. |
| Saltvik                                | Åland                 | Omnämnd 1322                      |                                                |                                        | |
| Sottunga                               | Åland                 | 1914                              | Omnämnd 1544 (K)                               | Föglö                                  | Omnämnd första gången 1400-talet. |
| Sund                                   | Åland                 | Omnämnd 1352                      |                                                |                                        | |
| Vårdö                                  | Åland                 | 1866                              | senast 1544 (K)                                | Sund                                   | Första omnämnandet om Vårdö i handlingar år 1367. |
| Joutseno                               | Södra Karelen         | 1639                              | 1500-talet. (K)                                | Lappee                                 | Den självständiga församlingen bildades av delar av Lappee, Taipalsaari, Ruokolax och Jäskis socknar. |
| Lappee                                 | Södra Karelen         | 1300-talet                        |                                                |                                        | Första omnämnadet 1416. Det fanns ett bönehus i Kauskila by från medeltiden fram till omkring 1600. Staden Villmanstrand grundades 1649 och ingick i församlingen fram till år 1913 och Lauritsala köping grundades 1932 och ingick i församlingen till 1951.                                                                              |
| Klemis                                 | Södra Karelen         | 1807                              | 1688 (K)                                       | Lappee                                 | |
| Luumäki                                | Södra Karelen         | 1642                              |                                                | Lappee                                 | |
| Parikkala                              | Södra Karelen         | senast 1632                       |                                                |                                        | En del överläts åt Sverige i freden i Stolbova 1617. Kexholm var ursprungligen ett helt ortodoxt landskap utan lutherska socknar. Först bildades Kronoborg på området för de ortodoxa Sammatlampi och Tyrjä kapell. Först med namnet Joukio.                                                                                               |
| Rautjärvi                              | Södra Karelen         | 1859                              | 1693 (c.) (K)                                  | Ruokolax                               | |
| Ruokolax                               | Södra Karelen         | 1572                              |                                                | Jäskis                                 | |
| Savitaipale                            | Södra Karelen         | 1639                              | 1590 (n.) (K)                                  | Taipalsaari                            | |
| Taipalsaari                            | Södra Karelen         | 1571                              | ? (K)                                          | Lappee                                 | |
| Uukuniemi tidigare på svenska Uguniemi | Södra Karelen         | senast 1632                       |                                                |                                        | En del överläts åt Sverige i freden i Stolbova år 1617 Kexholm var ursprungligen ett helt ortodoxt landskap utan lutherska socknar. Uguniemi anges 1589 som kapell under Kronoborgs ortodoxa församling. |
| Alahärmä                               | Södra Österbotten     | 1859                              | 1676 (P), 1786 (K)                             | Lappo                                  | |
| Alajärvi                               | Södra Österbotten     | 1859, kunde förverkligas 1877     | 1751 (K)                                       | Lappajärvi                             | |
| Alavo                                  | Södra Österbotten     | 1859, kunde förverkligas 1875     | 1673 (P), 1701 (K)                             | Kuortane                               | Hörde till Ilmola 1673–1798 och Kuortane 1798–1835. Blev moderförsamling för Kuortane 1835, Kuortane och Alavo bildade egna församlingar 1875. |
| Evijärvi                               | Södra Österbotten     | 1865                              | 1760 (K)                                       | Lappajärvi                             | |
| Ilmola                                 | Södra Österbotten     | 1532                              | 1516 (K)                                       | Storkyro                               | |
| Storå                                  | Södra Österbotten     | 1855                              | 1710 (B), 1732 (K)                             | Lappfjärd                              | |
| Jalasjärvi                             | Södra Österbotten     | 1858, kunde förverkligas 1882     | 1689 (B), 1730 (K)                             | Ilmola                                 | |
| Jurva                                  | Södra Österbotten     | 1859, kunde förverkligas 1863     | Omnämnd 1734 (B), 1773 (K)                     | Laihela                                | Sarvijoki som hörde till Jurva blev bönehusgäll från år 1837. |
| Bötom                                  | Södra Österbotten     | 1862                              | 1811 (B), 1835 (K)                             | Lappfjärd                              | |
| Kauhajoki                              | Södra Österbotten     | 1858, kunde förverkligas 1892     | 1624 (B), 1627 (K)                             | Ilmola                                 | En kapellstuga byggdes 1584. |
| Kauhava                                | Södra Österbotten     | 1859, kunde förverkligas 1870     | senast 1643 (K)                                | Lappo                                  | |
| Kortesjärvi                            | Södra Österbotten     | 1865, kunde förverkligas 1877     | 1789 (B), 1834 (K)                             | Lappajärvi                             | |
| Kuortane                               | Södra Österbotten     | 1798                              | 1645 (K)                                       | Lappo                                  | Kapell under Alavo 1835–1859, blev på nytt moderförsamling 1859, Kuortane och Alavo bildar egna församlingar 1875. |
| Kurikka                                | Södra Österbotten     | 1867, kunde förverkligas 1886     | 1701 (K)                                       | Ilmola                                 | Fick egen kyrka 1672. |
| Lappajärvi                             | Södra Österbotten     | 1786, kunde förverkligas 1816     | 1637 (K)                                       | Pedersöre                              | |
| Lappo                                  | Södra Österbotten     | 1581                              | ? (K)                                          | Storkyro                               | |
| Lehtimäki                              | Södra Österbotten     | 1904                              | 1799 (P), 1859 (K)                             | Alajärvi                               | Hörde till Lappajärvi 1799–1859 och till Alajärvi 1859–1895. |
| Nurmo                                  | Södra Österbotten     | 1879                              | 1765 (B), 1816 (K)                             | Lappo                                  | |
| Peräseinäjoki                          | Södra Österbotten     | 1882                              | 1798 (K)                                       | Ilmola                                 | Fick egen kyrkoherde på1890-talet. |
| Seinäjoki landskommun                  | Södra Österbotten     | 1895                              | 1863 (K)                                       | Ilmola                                 | Blev till en början en del av Nurmo bönehusgäll, som hörde till Ilmola. Även känd med namnet Nedre Seinäjoki. År 1931 grundades Seinäjoki köping som hörde till församlingen. Seinäjoki förekommer på svenska också med namnet Östermyra                                                                                                   |
| Soini                                  | Södra Österbotten     | 1895                              | 1784 (B), 1859 (K)                             | Alajärvi                               | Hörde till Lappajärvi åren 1784–1859 och till Alajärvi 1859–1895. |
| Östermark                              | Södra Österbotten     | 1795                              | 1638 (B), 1694 (K)                             | Närpes                                 | |
| Töysä                                  | Södra Österbotten     | 1896, kunde förverkligas 1926     | 1798 (P)                                       | Alavo                                  | |
| Vindala                                | Södra Österbotten     | 1867                              | 1806 (B), 1821 (K)                             | Lappajärvi                             | |
| Ylihärmä                               | Södra Österbotten     | 1859                              | 1786 (P), 1816 (K)                             | Lappo                                  | |
| Ylistaro                               | Södra Österbotten     | 1859                              | 1658 (K)                                       | Storkyro                               | |
| Etseri                                 | Södra Österbotten     | 1859, kunde förverkligas 1893     | 1657 (K)                                       | Ruovesi                                | |
| Haukivuori                             | Södra Savolax         | 1873                              | 1737 (B), 1782 (K)                             | Pieksämäki                             | |
| Heinävesi                              | Södra Savolax         | 1852, kunde förverkligas 1856     | 1744 (B), 1810 (K)                             | Randasalmi                             | |
| Hirvensalmi                            | Södra Savolax         | 1851, kunde förverkligas 1868     | 1653 (K)                                       | S:t Michel                             | |
| Jorois                                 | Södra Savolax         | 1631                              |                                                | Jockas                                 | Bildades av delar av Jockas, Pieksämäki och Säminge församlingar. |
| Jockas                                 | Södra Savolax         | 1460 (omkring)                    | 1442 (omkring) (K)                             | S:t Michel                             | Först med namnet Jukainen (se också Remojärvi kapell). |
| Kangasniemi                            | Södra Savolax         | 1650 (omkring)                    | ? (K)                                          | Pieksämäki                             | |
| Kerimäki                               | Södra Savolax         | 1640 (omkring)                    | 1630 (omkring) (K)                             | Säminge                                | |
| S:t Michel                             | Södra Savolax         | Omnämnd 1329                      |                                                |                                        | Först med namnet Stor Savolax eller Savilax och sedan S:t Michel 1600-talet. 1838 grundades S:t Michels stad. som hörde till församlingen fram till år 1908 , |
| Mäntyharju                             | Södra Savolax         | 1595                              | ? (K)                                          | Itis                                   | Församlingen var länge delad på flera förvaltningssocknar. |
| Pieksämäki                             | Södra Savolax         | 1573                              |                                                | S:t Michel                             | Bildades av delar av S:t Michels och Jockas församlingar. 1930 grundades Pieksämäki köping med namnet Pieksämä fram till 1948. Köpingen hörde till församlingen fram till år 1956 , |
| Puumala                                | Södra Savolax         | Omnämnd 1617                      |                                                | Säminge                                | |
| Randasalmi                             | Södra Savolax         | 1578                              | 1554 (K)                                       | Säminge                                | |
| Kristina                               | Södra Savolax         | 1649                              |                                                | S:t Michel                             | Under namnet Kristina till år 1901. |
| Sulkava                                | Södra Savolax         | 1630                              | ? (K)                                          | Säminge                                | Kapellet hade namnet Iitlahti. |
| Suomenniemi                            | Södra Savolax         | 1866                              | 1689 (K)                                       | Savitaipale                            | |
| Säminge                                | Södra Savolax         | 1477-1510                         |                                                | Jockas                                 | 1639 grundade Nyslotts stad som hörde till församlingen fram till år 1932 , |
| Hyrynsalmi                             | Kajanaland            | 1786                              |                                                | Paldamo                                | |
| Kajana                                 | Kajanaland            | 1655                              |                                                | Paldamo                                | Församlingen anslöts som kapell under Paldamo 1786 och grundades på nytt 1897. 1651 grundades Kajana stad som hörde till församlingen.. |
| Kuhmo                                  | Kajanaland            | 1856                              | 1753 (K)                                       | Sotkamo                                | |
| Paldamo                                | Kajanaland            | 1599                              |                                                | Limingo                                | Först med namnet Uleträsk. Församlingen lösgjorde sig från Limingo 1559 men efter att ryssarna härjat i området 1581 gick församlingarna åter samman. |
| Puolango                               | Kajanaland            | 1867                              | 1764 (K)                                       | Hyrynsalmi                             | Hörde tillsammans med Hyrynsalmi till Paldamo till år 1786 , |
| Ristijärvi                             | Kajanaland            | 1896, kunde förverkligas 1923     | 1804 (K)                                       | Hyrynsalmi                             | |
| Sotkamo                                | Kajanaland            | 1647                              | 1630 (P)                                       | Paldamo                                | |
| Suomussalmi                            | Kajanaland            | 1856                              | 1764 (K)                                       | Hyrynsalmi                             | Hörde tillsammans med Hyrynsalmi till Paldamo till år 1786 , |
| Säräisniemi                            | Kajanaland            | 1864                              | 1779 (K)                                       | Paldamo                                | |
| Hattula                                | Egentliga Tavastland  | Omnämnd 1324                      |                                                |                                        | Lehijärvi kapell eller Lemijärvi del av Hattula 1405–1603. |
| Hauho                                  | Egentliga Tavastland  | Omnämnd 1329                      |                                                |                                        | |
| Hausjärvi                              | Egentliga Tavastland  | 1855                              | 1611 (K)                                       | Janakkala                              | |
| Humppila                               | Egentliga Tavastland  | 1893                              | 1688 (K)                                       | Tammela                                | Bertby (senare Ypäjä, grundat. 1500-talet), Jockis (grundat 1631) och Humppila hade gemensam kaplan fram till år 1871 , |
| Tavastehus                             | Egentliga Tavastland  | 1639                              | c. 1250 (K)                                    | Vånå                                   | Tavastehus stad grundades 1639 och bildade gemensam församling fram till år 1953. Tavastehus landskommun hade delats mellan staden Rengo och Vånå redan 1948. |
| Janakkala                              | Egentliga Tavastland  | Omnämnd 1341                      |                                                |                                        | Församlingen bildades troligen omkring år 1300. |
| Jockis                                 | Egentliga Tavastland  | 1892                              | 1631 (K)                                       | Tammela                                | |
| Kalvola                                | Egentliga Tavastland  | 1661                              | Omnämnd 1494 (K)                               | Hattula                                | |
| Lampis numera på svenska Lammi         | Egentliga Tavastland  | 1435                              |                                                |                                        | |
| Loppis                                 | Egentliga Tavastland  | 1632                              | Omnämnd 1530 (K)                               | Janakkala                              | Under 1558–63 del av Vichtis. |
| Rengo                                  | Egentliga Tavastland  | 1879, kunde förverkligas 1900     | 1200-talet.(K)                                 | Vånå                                   | |
| Tammela                                | Egentliga Tavastland  | senast 1512                       |                                                |                                        | Under medeltiden fanns förvaltningssocknen Loimo eller Porras. Den var troligen också en kyrksocken. |
| Tulois                                 | Egentliga Tavastland  | 1882                              | Omnämnd 1400-talet (K)                         | Hauho                                  | |
| Tyrvändö                               | Egentliga Tavastland  | 1906, kunde förverkligas 1930     | senast 1429 (K)                                | Hattula                                | Eventuellt egen församling innan Helga korsets kyrka i Hattula stod klar. |
| Vånå                                   | Egentliga Tavastland  | Omnämnd 1329                      |                                                |                                        | Egen stenkyrka redan i mitten av 1200-talet |
| Ypäjä                                  | Egentliga Tavastland  | 1892, kunde förverkligas 1902     | 1500-talet.(K)                                 | Tammela                                | Först med namnet Bertby (finska: Perttula) . Kapellen Perttilä, Jockis (per. 1631) och Humppila (per. 1688) hade gemensamma kaplan fram till år 1871 . |
| S:t Andree                             | Karelska näset        | 1724                              |                                                | Jäskis                                 | Bildades efter Freden i Nystad av de delar av Jäskis som blev på ryska sidan |
| Heinjoki                               | Karelska näset        | 1868                              | senast 1728 (K)                                | Mola tidigare också Mohla på svenska   | |
| Hiitola                                | Karelska näset        | senast 1616                       |                                                |                                        | En del överläts åt Sverige i freden i Stolbova år 1617 Kexholm var ursprungligen ett helt ortodoxt landskap utan lutherska socknar. År 1897 överflyttades Ilmee kapell från Hiitola till Rautjärvi. |
| S:t Johannes                           | Karelska näset        | 1859                              | Omnämnd 1640 (K)                               | Viborg                                 | Först känd under namnet Kaki kapell. |
| Jäskis                                 | Karelska näset        | 1300-talet.                       |                                                |                                        | 1323. |
| Kaukola                                | Karelska näset        | 1869, kunde förverkligas 1896     | 1600--talets början (B), 1704 (K)              | Räisälä                                | En del överläts åt Sverige i freden i Stolbova år 1617 Kexholm var ursprungligen ett helt ortodoxt landskap utan lutherska socknar. Första kända omnämnandet 1642. |
| Kirvus                                 | Karelska näset        | 1858                              | 1611 (K)                                       | Jäskis                                 | |
| Kivinebb                               | Karelska näset        | 1352                              |                                                | Mola tidigare också Mohla på svenska   | Först med namnet Hanttula. Nämnd första gången i dokument med namnet Kivinebb år 1445. |
| Björkö                                 | Karelska näset        | 1575                              | Omnämnd 1548 (K)                               | Viborg                                 | Hamnen nämnd 1268 som Berjozovskoje. Köpingen Björkö grundades 1927 och ingick i församlingen. |
| Kuolemajärvi                           | Karelska näset        | 1863                              | 1619 (K)                                       | Nykyrka                                | Först med namnet Hatialahti. |
| Kexholm                                | Karelska näset        | 1611                              |                                                |                                        | En del överläts åt Sverige i freden i Stolbova år 1617 Kexholm var ursprungligen ett helt ortodoxt landskap utan lutherska socknar. Befästningen Korela Nämnd redan 1143. |
| Metsäpirtti                            | Karelska näset        | 1894                              | 1690-talet.(B)                                 | Sakkola                                | En del överläts åt Sverige i freden i Stolbova år 1617. Kexholm var ursprungligen ett helt ortodoxt län med ortodoxa socknar. |
| Mola tidigare också Mohla på svenska   | Karelska näset        | I början av 1300-talet            |                                                |                                        | Den äldsta av församlingarna öster om Viborg. Först Äyräpää. |
| Pyhäjärvi                              | Karelska näset        | 1632                              |                                                | Sakkola                                | En del överläts åt Sverige i freden i Stolbova år 1617 Kexholm var ursprungligen ett helt ortodoxt landskap utan lutherska socknar. Ingick i Kexholm till 1710–1735. |
| Rautu                                  | Karelska näset        | senast 1625                       |                                                |                                        | En del överläts åt Sverige i freden i Stolbova år 1617. Kexholm var ursprungligen ett helt ortodoxt län med ortodoxa socknar. |
| Räisälä                                | Karelska näset        | senast 1635                       |                                                | Kexholm                                | En del överläts åt Sverige i freden i Stolbova år 1617. Kexholm var ursprungligen ett helt ortodoxt län med ortodoxa socknar. |
| Sakkola                                | Karelska näset        | 1616                              |                                                |                                        | En del överläts åt Sverige i freden i Stolbova år 1617 Kexholm var ursprungligen ett helt ortodoxt landskap utan lutherska socknar. Känt som Sakkula redan på 1200-talet. |
| Seitskär                               | Karelska näset        | 1896                              | c. 1750 (B)                                    | Björkö                                 | |
| Hogland                                | Karelska näset        | 1838                              |                                                | Kymmene                                | Var ursprungligen en del av Veckelax. Från 1721 en del av Kaki kapell som hörde till Viborg. Anslöts 1817 till Kymmene. |
| Säkkijärvi                             | Karelska näset        | 1572                              | Omnämnd 1541 (K)                               | Viborg                                 | |
| Nykyrka                                | Karelska näset        | 1445                              | ? (K)                                          | Mola tidigare också Mohla på svenska   | |
| Valkjärvi                              | Karelska näset        | 1738                              | senast 1648 (K)                                | Mola tidigare också Mohla på svenska   | |
| Viborg                                 | Karelska näset        | 1293                              |                                                |                                        | Första kända omnämnandet 1347. År 1403 grundades Viborgs stad som hörde till församlingen. |
| Halso                                  | Mellersta Österbotten | 1906                              | 1826 (B), 1856 (K)                             | Vetil                                  | Hörde till Karleby åren 1826–1860 och till Vetil åren 1860–1906. |
| Kannus                                 | Mellersta Österbotten | 1859, kunde förverkligas 1886     | 1692 (K)                                       | Lochteå                                | |
| Kaustby                                | Mellersta Österbotten | 1866                              | 1776 (K)                                       | Karleby                                | |
| Karleby                                | Mellersta Österbotten | Omnämnd 1541                      | 1467 (K)                                       | Pedersöre                              | Staden Gamlakarleby grundades år 1620 och ingick i församlingen fram till år 1918 , |
| Kelviå                                 | Mellersta Österbotten | 1639                              | ? (K)                                          | Karleby                                | |
| Lestijärvi                             | Mellersta Österbotten | 1906                              | Under medeltiden (B), 1859 (K)                 | Toholampi                              | Hörde till Lochteå fram till år 1859 och till Toholampi 1859–1906. Fick egen präst 1787. |
| Lochteå                                | Mellersta Österbotten | 1575                              | 1467 (K)                                       | Karleby                                | |
| Perho                                  | Mellersta Österbotten | 1879, kunde förverkligas 1884     | 1780 (P), 1865 (K)                             | Vetil                                  | Hörde till Karleby 1780–1865 och Vetil 1865–1879. |
| Toholampi                              | Mellersta Österbotten | 1859, kunde förverkligas 1882     | 1665 (P), 1775 (K)                             | Lochteå                                | |
| Ullava                                 | Mellersta Österbotten | 1904, kunde förverkligas 1912     | 1783 (P)                                       | Kelviå                                 | |
| Vetil                                  | Mellersta Österbotten | 1860                              | 1639 (K)                                       | Karleby                                | Först med namnet Övervetil. |
| Hankasalmi                             | Mellersta Finland     | 1860, kunde 1875                  | 1799 (B), 1802 (K)                             | Rautalampi                             | |
| Joutsa                                 | Mellersta Finland     | 1860                              | 1784 (K)                                       | Gustav Adolfs                          | |
| Jyväskylä                              | Mellersta Finland     | 1856                              | 1660 (B), 1693 (K)                             | Laukas                                 | 1837 grundades Jyväskylä stad. Staden hörde till församlingen fram till år 1875 , |
| Jämsä                                  | Mellersta Finland     | 1497                              | 1442 (K)                                       | Sysmä                                  | |
| Karstula                               | Mellersta Finland     | 1858                              | 1775 (K)                                       | Saarijärvi                             | |
| Keuru                                  | Mellersta Finland     | 1630                              | ? (P), 1628 (K)                                | Ruovesi                                | |
| Kivijärvi                              | Mellersta Finland     | 1858, kunde förverkligas 1864     | 1625 (B), 1750 (K)                             | Viitasaari                             | |
| Korpilax                               | Mellersta Finland     | 1861, kunde förverkligas 1872     | 1691 (K)                                       | Jämsä                                  | |
| Kuhmois                                | Mellersta Finland     | 1639                              | 1540 (K)                                       | Padasjoki                              | Församlingen blev kapell under Padasjoki 1741 och grundades på nytt 1860. |
| Kuorevesi                              | Mellersta Finland     | 1873, kunde förverkligas 1881     | 1640 (K)                                       | Längelmäki                             | |
| Laukas                                 | Mellersta Finland     | 1593                              |                                                | Rautalampi                             | |
| Leivonmäki                             | Mellersta Finland     | 1878, kunde förverkligas 1880     | 1772 (B), 1850 (K)                             | Joutsa                                 | Hörde till Sysmä 1772–1784, Gustav Adolfs 1784–1860 och Joutsa 1860–1878. |
| Luhanga                                | Mellersta Finland     | 1864                              | 1766 (K)                                       | Sysmä                                  | |
| Längelmäki                             | Mellersta Finland     | 1640                              | 1593 (K)                                       | Orivesi                                | |
| Muldia                                 | Mellersta Finland     | 1872, kunde förverkligas 1886     | 1795 (B), 1831 (K)                             | Keuru                                  | |
| Petäjävesi                             | Mellersta Finland     | 1867                              | 1728 (B), 1779 (K)                             | Jyväskylä                              | Hörde till Jämsä 1728–1856 och Jyväskylä landskommun 1856–1867. |
| Pihlajavesi                            | Mellersta Finland     | 1895                              | 1780 (B), 1831 (K)                             | Keuru                                  | |
| Pihtipudas                             | Mellersta Finland     | 1863, kunde förverkligas 1879     | 1780 (B), 1833 (K)                             | Viitasaari                             | |
| Pylkönmäki                             | Mellersta Finland     | 1898, kunde förverkligas 1914     | 1858 (B)                                       | Saarijärvi                             | |
| Saarijärvi                             | Mellersta Finland     | 1639                              | 1560-talet.(P), 1628 (K)                       | Rautalampi                             | Också känd som Palvasalmi. |
| Sumiais                                | Mellersta Finland     | 1896                              | 1800 (B), 1842 (K)                             | Laukas                                 | |
| Urais                                  | Mellersta Finland     | 1868, kunde förverkligas 1886     | 1801 (B), 1856 (K)                             | Saarijärvi                             | |
| Viitasaari                             | Mellersta Finland     | 1635                              | 1628 (K)                                       | Rautalampi                             | |
| Anjala                                 | Kymmenedalen          | 1863                              | 1692 (B), 1789 (K)                             | Elimä                                  | |
| Elimä                                  | Kymmenedalen          | 1863                              | 1570-talet.(K)                                 | Lovisa                                 | Hörde till Pyttis c. 1570– 1748 och till Lovisa 1748–1863. Redan på 1400-talet var Elimä en självständig socken med eget ting och länsman. |
| Itis                                   | Kymmenedalen          | 1539                              |                                                | Hollola                                | 1539 av delar av Hollola, Lapvesi och Veckelax- |
| Kymmene                                | Kymmenedalen          | 1642                              | 1440 (K)                                       | Pyttis                                 | Först med namnet Kymmenegård. Karhula köping grundades 1951 och var en del av församlingen. |
| Pyttis                                 | Kymmenedalen          | Omnämnd 1380                      | ? (K)                                          | Pernå                                  | |
| Sippola                                | Kymmenedalen          | 1861                              | Omnämnd 1693 (P), 1823 (K)                     | Veckelax                               | |
| Valkeala                               | Kymmenedalen          | 1640                              | 1614 (K)                                       | Itis                                   | |
| Veckelax                               | Kymmenedalen          | Omnämnd 1336                      |                                                |                                        | Staden Fredrikshamn grundades 1653 grundades och ingick i församlingen fram till år 1905 , |
| Vederlax                               | Kymmenedalen          | Omnämnd 1370                      |                                                |                                        | |
| Impilax                                | Ladogakarelen         | Senast 1638                       |                                                |                                        | En del överläts åt Sverige i freden i Stolbova år 1617 Kexholm var ursprungligen ett helt ortodoxt landskap utan lutherska socknar. Omnämnd 1589 som ett ortodoxt kapell i Sordavala. |
| Jakimvaara                             | Ladogakarelen         | Senast 1632                       |                                                |                                        | En del överläts åt Sverige i freden i Stolbova år 1617. Kexholm var ursprungligen ett helt ortodoxt landskap utan lutherska socknar. Köpingen Lahdenpohja grundades 1924 och ingick i församlingen. |
| Kronoborg                              | Ladogakarelen         | Senast 1632                       |                                                |                                        | En del överläts åt Sverige i freden i Stolbova år 1617. Kexholm var ursprungligen ett helt ortodoxt län med ortodoxa socknar. |
| Leppälahti                             | Ladogakarelen         | 1885                              | ? (B), 1721 (K)                                | Pälkjärvi                              | En del överläts åt Sverige i freden i Stolbova år 1617 Kexholm var ursprungligen ett helt ortodoxt landskap utan lutherska socknar. Anslöts till Ruskeala 1721. Och ingick 1830–1885 i Soanlax kapell. |
| Pälkjärvi                              | Ladogakarelen         | omkring 1632                      |                                                |                                        | En del överläts åt Sverige i freden i Stolbova år 1617. Kexholm var ursprungligen ett helt ortodoxt län med ortodoxa socknar. |
| Ruskeala                               | Ladogakarelen         | 1721                              | ? (B)                                          | Kides                                  | En del överläts åt Sverige i freden i Stolbova år 1617. Kexholm var ursprungligen ett helt ortodoxt län med ortodoxa socknar. |
| Salmis                                 | Ladogakarelen         | 1639                              |                                                |                                        | En del överläts åt Sverige i freden i Stolbova år 1617. Kexholm var ursprungligen ett helt ortodoxt län med ortodoxa socknar. Under Stora ofreden förintades den lutherska församlingen. Den återuppstod igen 1885 som ett Impilax bönehusgäll. Detta blev en självständig församling 1922.                                                |
| Soanlax                                | Ladogakarelen         | 1885                              | 1830 (K)                                       | Ruskeala                               | En del överläts åt Sverige i freden i Stolbova år 1617. Kexholm var ursprungligen ett helt ortodoxt län med ortodoxa socknar. |
| Sordavala                              | Ladogakarelen         | 1632                              |                                                |                                        | En del överläts åt Sverige i freden i Stolbova år 1617. Kexholm var ursprungligen ett helt ortodoxt landskap utan lutherska socknar. 1632 grundades Sordavala stad som hörde till församlingen fram till år 1916 , |
| Nedertorneå                            | Lappland              | 1477                              | 1345 (K)                                       | Luleå                                  | Först med namnet Torneå. 1621 grundades Torneå stad som ingick i församlingen fram till år1896. 1812 – 1896 som kapellförsamling. |
| Enontekis                              | Lappland              | Början av 1607-08. 1747           |                                                | Jukkasjärvi                            | Socknen bröts ut ur Övertorneå socken. För socknen användes namnen Torne lappförsamling, Tenontekis församling och Enontekis socken. Den del av församlingen som blev på finländska sidan efter freden i Fredrikshamn år 1809 anslöts som kapell under Muonio 1812 och bildade en egen självständing församling 1916.                      |
| Enare                                  | Lappland              | 1881                              | 1648 (K)                                       | Utsjoki                                | Hörde till Kemi 1648–1675, Kuusamo 1675–1747 till Kuusamo och Utsjoki 1747–1881 |
| Karungi, Finland                       | Lappland              | 1783                              | 1745 (K)                                       | Nedertorneå                            | Karungi kapellag bildades 1745 under Nedertorneå församling. 1783 blev församlingen självständig med namnet Karl Gustavs församling. Efter Freden i Fredrikshamn bildade den del som blev kvar på finländska sidan år 1812 Karungi kapell. Kapellet löd under Nedertorneå församling Karungi återuppstod som självständig församling 1859. |
| Kemijärvi                              | Lappland              | 1776                              | 1639 (K)                                       | Kemi                                   | 1957 grundades Kemijärvi köping som var en del av församlingen.. |
| Kemi                                   | Lappland              | 1329                              |                                                |                                        | Kemi stad 1869 grundades och ingick i församlingen fram till år1902 , |
| Kittilä                                | Lappland              | 1854                              | 1778 (B), 1825 (K)                             | Sodankylä                              | |
| Kolari                                 | Lappland              | 1894                              | 1812 (P), 1856 (K)                             | Övertorneå                             | Den del av Pajala församling som efter freden i Fredrikshamn 1809 blev på den finska sidan |
| Muonio                                 | Lappland              | 1812                              | 1788 (K)                                       | Övertorneå med namnet Muonionniska.    | |
| Rovaniemi                              | Lappland              | 1785                              | senast 1632 (K)                                | Kemi                                   | Första kända omnämnandet 1453. Rovaniemi köping grundades 1929 (från år 1960 stad) men hörde till församlingen. |
| Salla                                  | Lappland              | 1857                              | 1826 (K)                                       | Kemijärvi                              | Ursprungligen hörde området till Kuusamo. Överfördes till Kemijärvi 1776. Först med namnet Kuolajärvi. |
| Simo                                   | Lappland              | 1865, kunde förverkligas 1880     | 1695 (P), 1796 (K)                             | Kemi                                   | |
| Sodankylä                              | Lappland              | 1747                              | 1688 (K)                                       | Kuusamo                                | |
| Tervola                                | Lappland              | 1860                              | 1627 (K)                                       | Kemi                                   | |
| Turtola                                | Lappland              | 1894                              | 1812 (K)                                       | Övertorneå                             | Ursprungligen den del av Hietaniemi socken som blev på finska sidan efter Freden i Fredrikshamn 1809. Under namnet Pello. |
| Utsjoki                                | Lappland              | 1751                              | 1700 (K)                                       | Utsjoki kommun                         | Utsjoki utbröts från Enontekis socken den 26 september 1673. |
| Övertorneå                             | Lappland              | 1606                              | 1482 (K)                                       | Nedertorneå                            | Först med namnet Särkilahti. |
| Ackas                                  | Birkaland             | 1483                              |                                                | Sääksmäki                              | |
| Eräjärvi                               | Birkaland             | 1906                              | 1687 (P), 1785 (K)                             | Orivesi                                | |
| Harju församling                       | Birkaland             |                                   | 1639 (K)                                       | Birkala                                | Gemensam kaplan med Ylöjärvi. Kapellet upphörde år 1841 och största delen av kapellföramlingen anslöts till moderförsamlingen och en mindre del till Ylöjärvi kapell. |
| Tavastkyro                             | Birkaland             | 1300-talet.                       |                                                |                                        | |
| Ikalis                                 | Birkaland             | 1641                              | Omnämnd 1540                                   | Tavastkyro                             | Ikalis köping grundades 1858 och ingick i församlingen. |
| Kangasala                              | Birkaland             | Omnämnd 1366                      |                                                |                                        | |
| Karkku                                 | Birkaland             | 1200-talet.                       |                                                |                                        | Omnämns första gången 1303. |
| Kiikka                                 | Birkaland             | 1906, kunde förverkligas 1922     | 1662 (K)                                       | Tyrvis                                 | |
| Kikois                                 | Birkaland             | 1904, kunde förverkligas 1922     | 1847 (K)                                       | Tyrvis                                 | |
| Kuhmalax                               | Birkaland             | 1901                              | 1640 (K)                                       | Kangasala                              | Som kapell under Sahalax 1896–1901. |
| Kuru                                   | Birkaland             | 1872, kunde förverkligas 1893     | 1666 (K)                                       | Ruovesi                                | |
| Kylmäkoski                             | Birkaland             | 1897                              | 1666 (B), 1892 (K)                             | Ackas                                  | |
| Lembois                                | Birkaland             | senast 1455                       |                                                | Vesilax                                | |
| Luopiois                               | Birkaland             | 1880                              | 1693 (K)                                       | Hauho                                  | |
| Messuby                                | Birkaland             | 1636                              | Omnämnd 1540 (K)                               | Birkala                                | Staden Tammerfors grundades 1779. Men hörde till församlingen fram till år1904. |
| Mouhijärvi                             | Birkaland             | 1639                              | 1592 (K)                                       | Karkku                                 | |
| Orivesi                                | Birkaland             | Omnämnd 1540                      |                                                | Kangasala                              | |
| Parkano                                | Birkaland             | 1860                              | 1800 (P), 1841 (K)                             | Ikalis                                 | |
| Birkala                                | Birkaland             | 1200-talet.                       |                                                | Karkku                                 | Församlingen grundad senast 1237, de första skriftliga omnämnandena från 1300-talet. |
| Punkalaitio                            | Birkaland             | 1639                              | 1541 (K)                                       | Vittis                                 | Först med namnet Punkalaitio. |
| Pälkäne                                | Birkaland             | 1405                              |                                                | Sääksmäki                              | Som kapell under Kangasala c. 1409–1445. |
| Ruovesi                                | Birkaland             | 1565                              | ? (K)                                          | Birkala                                | |
| Sahalax                                | Birkaland             | 1581                              | Omnämnd 1559 (K)                               | Pälkäne                                | |
| Suodenniemi                            | Birkaland             | 1908                              | 1684 (B), 1853 (K)                             | Mouhijärvi                             | |
| Suoniemi                               | Birkaland             | 1908                              | 1693 (K)                                       | Karkku                                 | |
| Sääksmäki                              | Birkaland             | Omnämnd 1335                      |                                                |                                        | 1923 grundades Valkeakoski köping som hörde till församlingen på 1930-talet. |
| Teisko                                 | Birkaland             | 1860, kunde förverkligas 1904     | 1669 (K)                                       | Messuby                                | |
| Tottijärvi                             | Birkaland             | 1906, kunde förverkligas 1921     | 1662 (B), 1689 (K)                             | Vesilax                                | |
| Tyrvis                                 | Birkaland             | 1520                              | senast 1466 (K)                                | Karkku                                 | Vammala köping grundades år 1915 (från år 1965 stad) men hörde till församlingen. |
| Urdiala                                | Birkaland             | 1589                              | 1483 (K)                                       | Ackas                                  | |
| Vesilax                                | Birkaland             | Omnämnd 1346 Nämnd                |                                                | Birkala                                | |
| Viljakkala                             | Birkaland             | 1906, kunde förverkligas 1921     | 1641 (P), 1844 (K)                             | Tavastkyro                             | |
| Virdois                                | Birkaland             | 1859, kunde förverkligas 1893     | 1651 (K)                                       | Ruovesi                                | |
| Ylöjärvi                               | Birkaland             | 1895, kunde förverkligas 1899     | 1779 (P), 1841 (K)                             | Birkala                                | |
| Nedervetil                             | Österbotten           | 1894                              | 1752 (K)                                       | Karleby                                | |
| Bergö                                  | Österbotten           | 1908                              | senast 1727 (B), 1848 (K)                      | Malax                                  | |
| Storkyro                               | Österbotten           | I början av 1300-talet            |                                                | Mustasaari                             | Första kyrkan1304. Orisbergs bruksförsamling verkade i Storkyro mellan åren 1828–1869. |
| Jeppo                                  | Österbotten           | 1906                              | 1859 (B), 1867 (K)                             | Nykarleby                              | |
| Kvevlax                                | Österbotten           | 1857                              | 1691 (K)                                       | Mustasaari                             | |
| Korsnäs                                | Österbotten           | 1861, kunde förverkligas 1891     | 1604 (K)                                       | Närpes                                 | |
| Kronoby                                | Österbotten           | 1607                              | ? (K)                                          | Karleby                                | Först med namnet Påras kapell. |
| Laihela                                | Österbotten           | 1576                              | 1508 (K)                                       | Storkyro                               | |
| Lappfjärd                              | Österbotten           | 1607                              | 1594 (K)                                       | Närpes                                 | Staden Kristinestad grundades 1649 grundad. Hörde till församlingen som kapell fram till år 1897. |
| Larsmo                                 | Österbotten           | 1864                              | 1787 (K)                                       | Pedersöre                              | |
| Maxmo                                  | Österbotten           | 1872, kunde förverkligas 1889     | 1706 (P), 1775 (K)                             | Vörå                                   | |
| Malax                                  | Österbotten           | 1607                              | 1603 (K)                                       | Mustasaari                             | |
| Munsala                                | Österbotten           | 1857                              | senast 1734 (K)                                | Nykarleby                              | |
| Mustasaari                             | Österbotten           | 1200-talets mitt                  |                                                |                                        | Nämnd första gången år 1348. 1606 grundades Vasa stad Hörde till församlingen fram till år1867 ,. |
| Närpes                                 | Österbotten           | Omnämnd 1331                      |                                                | Mustasaari                             | 1785 grundades Kaskö stad men hörde till församlingen fram till år1926 , |
| Oravais                                | Österbotten           | 1859, kunde förverkligas 1882     | 1676 (K)                                       | Vörå                                   | |
| Pedersöre                              | Österbotten           | 1200-talets mitt                  |                                                |                                        | Första kyrkan byggd i slutet av 1200-talet 1652 Staden Jakobstad grundades 1652 och ingick i församlingen fram till år 1904. |
| Petalax                                | Österbotten           | 1902                              | 1807 (P), 1834 (K)                             | Malax                                  | Hörde till Korsnäs till år1807 och åren 1807–1834 i Närpes. |
| Pörtom                                 | Österbotten           | 1859                              | senast 1696 (K)                                | Närpes                                 | |
| Purmo                                  | Österbotten           | 1867                              | 1771 (K)                                       | Pedersöre                              | |
| Replot                                 | Österbotten           | 1872, kunde förverkligas 1889     | 1775 (P), 1840 (K)                             | Mustasaari                             | |
| Sideby                                 | Österbotten           | 1860                              | 1785 (K)                                       | Lappfjärd                              | |
| Solv                                   | Österbotten           | 1860, kunde förverkligas 1875     | 1626 (P), 1680 (K)                             | Malax                                  | |
| Terjärv                                | Österbotten           | 1868, kunde förverkligas 1875     | 1662 (P), 1669 (K)                             | Kronoby                                | |
| Nykarleby                              | Österbotten           | 1607                              |                                                | Pedersöre                              | Staden Nykarleby grundades 1620 grundad, Hörde till församlingen. |
| Lillkyro                               | Österbotten           | 1607                              | 1561 (B), 1593 (K)                             | Storkyro                               | Under namnet Alastaro kapell. |
| Vörå                                   | Österbotten           | 1500--talets början               |                                                | Mustasaari numera Korsholm på svenska  | Namnet Vörå omnämnt första gången 1367. |
| Övermark                               | Österbotten           | 1871, kunde förverkligas 1891     | 1741 (B)                                       | Närpes                                 | |
| Esse                                   | Österbotten           | 1865, kunde förverkligas 1870     | 1700 (B), 1732 (K)                             | Pedersöre                              | |
| Eno                                    | Norra Karelen         | 1857                              | 1600-talet.(B), 1793 (K)                       | Ilomants                               | En del överläts åt Sverige i freden i Stolbova år 1617. Kexholm var ursprungligen ett helt ortodoxt län med ortodoxa socknar. |
| Ilomants                               | Norra Karelen         | 1653                              |                                                |                                        | En del överläts åt Sverige i freden i Stolbova år 1617. Kexholm var ursprungligen ett helt ortodoxt län med ortodoxa socknar. |
| Juga                                   | Norra Karelen         | 1870, kunde förverkligas 1873     | 1741 (B), 1772 (K)                             | Pielisjärvi                            | En del överläts åt Sverige i freden i Stolbova år 1617. Kexholm var ursprungligen ett helt ortodoxt län med ortodoxa socknar. |
| Kesälax                                | Norra Karelen         | 1728                              | 1700 (K)                                       | Uukuniemi tidigare på svenska Uguniemi | En del överläts åt Sverige i freden i Stolbova år 1617 Kexholm var ursprungligen ett helt ortodoxt landskap utan lutherska socknar. Uguniemi församling som grundades 1637 och hade sin kyrka i Kesälax fram till 1700 , |
| Kiihtelysvaara                         | Norra Karelen         | 1857                              | senast 1693 (K)                                | Tohmajärvi                             | En del överläts åt Sverige i freden i Stolbova år 1617. Kexholm var ursprungligen ett helt ortodoxt län med ortodoxa socknar. |
| Kides                                  | Norra Karelen         | 1630                              |                                                |                                        | En del överläts åt Sverige i freden i Stolbova år 1617. Kexholm var ursprungligen ett helt ortodoxt län med ortodoxa socknar. |
| Kontiolax                              | Norra Karelen         | 1857                              | 1737 (B), 1783 (K)                             | Libelits                               | En del överläts åt Sverige i freden i Stolbova år 1617 Kexholm var ursprungligen ett helt ortodoxt landskap utan lutherska socknar. Staden Joensuu grundades 1848 och hörde till Kontiolax församling fram till år1918 , |
| Kuusjärvi                              | Norra Karelen         | 1879, kunde förverkligas 1901     | 1863 (K)                                       | Libelits                               | En del överläts åt Sverige i freden i Stolbova år 1617. Kexholm var ursprungligen ett helt ortodoxt län med ortodoxa socknar. |
| Libelits                               | Norra Karelen         | 1650                              | 1630 (K)                                       | Kides                                  | En del överläts åt Sverige i freden i Stolbova år 1617. Kexholm var ursprungligen ett helt ortodoxt län med ortodoxa socknar. |
| Nurmes                                 | Norra Karelen         | 1810                              | 1651 (K)                                       | Pielisjärvi                            | En del överläts åt Sverige i freden i Stolbova år 1617 Kexholm var ursprungligen ett helt ortodoxt landskap utan lutherska socknar. 1876 grundades Nurmes köping som hörde till församlingen.. |
| Pielisjärvi                            | Norra Karelen         | 1639                              |                                                |                                        | En del överläts åt Sverige i freden i Stolbova år 1617 Kexholm var ursprungligen ett helt ortodoxt landskap utan lutherska socknar. Staden Brahea hörde till församlingen. 1653–1681.Lieksa köping grundades 1936 och hörde till församlingen.                                                                                             |
| Polvijärvi                             | Norra Karelen         | 1879, kunde förverkligas 1901     | 1824 (B), 1856 (K)                             | Libelits                               | En del överläts åt Sverige i freden i Stolbova år 1617. Kexholm var ursprungligen ett helt ortodoxt län med ortodoxa socknar.. Hörde till Kontiolax kapell 1824–1856. |
| Bräkylä                                | Norra Karelen         | 1857                              | 1600-talet.(K)                                 | Kides                                  | En del överläts åt Sverige i freden i Stolbova år 1617. Kexholm var ursprungligen ett helt ortodoxt län med ortodoxa socknar. |
| Tohmajärvi                             | Norra Karelen         | 1650 (omkring)                    |                                                | Kides                                  | En del överläts åt Sverige i freden i Stolbova år 1617. Kexholm var ursprungligen ett helt ortodoxt län med ortodoxa socknar. |
| Alavieska                              | Norra Österbotten     | 1879                              | 1733 (P), 1782 (K)                             | Kalajoki                               | |
| Haapajärvi                             | Norra Österbotten     | 1838                              | 1647 (B), 1698 (K)                             | Kalajoki                               | Först med namnet Haapala. |
| Haapavesi                              | Norra Österbotten     | 1863, kunde förverkligas 1874     | 1647 (B), 1675 (K)                             | Pyhäjoki                               | Först med namnet Haapajärvi. |
| Karlö                                  | Norra Österbotten     | 1573                              |                                                | Salois                                 | |
| Haukipudas                             | Norra Österbotten     | 1873, kunde förverkligas 1900     | 1630 (K)                                       | Kiminge                                | Hörde till Ijo under tiden 1630–1858 och Kiminge 1858–1873. |
| Himango                                | Norra Österbotten     | 1898                              | 1794 (B), 1846 (K)                             | Lochteå                                | |
| Ijo                                    | Norra Österbotten     | 1477                              | Omnämnd 1374 (K)                               | Pedersöre                              | Omnämns som en skatte- och förvaltningssocken 1445. |
| Kalajoki                               | Norra Österbotten     | 1543                              | 1500--talets början (K)                        | Salois                                 | |
| Kempele                                | Norra Österbotten     | 1899, kunde förverkligas 1918     | 1688 (K)                                       | Limingo                                | |
| Kestilä                                | Norra Österbotten     | 1871, kunde förverkligas 1880     | 1845 (K)                                       | Piippola                               | Ursprungligen en del av Siikajoki församling som Pulkkila kapell. |
| Kiminge                                | Norra Österbotten     | 1858                              | 1691 (B), 1781 (K)                             | Ijo                                    | Under namnet 1765–1858 Nedre Kiminge. |
| Kuivaniemi                             | Norra Österbotten     | 1894                              | 1600-talet.(K)                                 | Ijo                                    | |
| Kuusamo                                | Norra Österbotten     | 1675                              |                                                | Kemi                                   | Först med namnet Kemi Lappi församling. |
| Kärsämäki                              | Norra Österbotten     | 1856                              | 1764 (K)                                       | Pyhäjoki                               | |
| Limingo                                | Norra Österbotten     | senast 1477                       |                                                | Salois                                 | |
| Lumijoki                               | Norra Österbotten     | 1899, kunde förverkligas 1919     | 1655 (K)                                       | Limingo                                | |
| Merijärvi                              | Norra Österbotten     | 1895, kunde förverkligas 1910     | 1779 (P), 1821 (K)                             | Pyhäjoki                               | |
| Muhos                                  | Norra Österbotten     | 1766                              | ? (K)                                          | Uleåborg                               | Ursprungligen Salois kapell. Hörde till Limingo åren 1477–1610 och till Uleåborg åren 1610–1766.. |
| Nivala                                 | Norra Österbotten     | 1868                              | 1682 (P), 1802 (K)                             | Haapajärvi                             | Först med namnet Pidisjärvi. |
| Oulais                                 | Norra Österbotten     | 1870                              | 1682 (K)                                       | Pyhäjoki                               | |
| Uleå                                   | Norra Österbotten     | 1610                              | 1592 (K)                                       | Limingo                                | Uleåborgs stad 1605. Hörde till Uleå församling fram till år 1904. |
| Uleåsalo                               | Norra Österbotten     | 1904, kunde förverkligas 1911     | 1665 (B), 1803 (K)                             | Uleå                                   | |
| Paavola                                | Norra Österbotten     | 1874, kunde förverkligas 1890     | 1681 (B), 1702 (P), 1811 (K)                   | Siikajoki                              | |
| Piippola                               | Norra Österbotten     | 1845                              | 1769 (B), 1776 (P)                             | Siikajoki                              | |
| Pudasjärvi                             | Norra Österbotten     | 1639                              | ? (K)                                          | Ijo                                    | |
| Pulkkila                               | Norra Österbotten     | 1899, kunde förverkligas 1906     | 1671 (K)                                       | Piippola                               | Urprungligen som Salois kapell, Hörde 1689–1845 till Siikajoki och 1845–1899 till Piippola. |
| Pyhäjoki                               | Norra Österbotten     | 1573                              |                                                | Salois                                 | |
| Pyhäjärvi                              | Norra Österbotten     | 1861                              | 1647 (K)                                       | Kärsämäki                              | Hörde till Pyhäjoki 1647–1856 och Kärsämäki 1856–1861. |
| Frantsila                              | Norra Österbotten     | 1873, kunde förverkligas 1890     | 1671 (K)                                       | Siikajoki                              | Hörde till Salois 1671–1789 och Siikajoki 1789–1873. I huvudbyn Siikasavo i Salois fanns en kyrkstuga på 1620-talet. |
| Rautio                                 | Norra Österbotten     | 1912                              | 1796 (B), 1826 (K)                             | Kalajoki                               | |
| Reisjärvi                              | Norra Österbotten     | 1868                              | 1647 (B), 1826 (K)                             | Haapajärvi                             | Hörde till Kalajoki 1647–1838 och Haapajärvi 1838–1868. |
| Revolax                                | Norra Österbotten     | 1925, kunde förverkligas 1930     | 1775 (B), 1845 (K)                             | Siikajoki                              | |
| Salois                                 | Norra Österbotten     | 1413                              |                                                |                                        | Staden Brahestad grundades 1649. Staden hörde till socknen mellan 1649–1652 och 1690–1901. Men var en självständig församling 1652–1690. De förenade lands- och stadsförsamlingarna använde namnet Brahestad och Salois ”. |
| Sievi                                  | Norra Österbotten     | 1862                              | 1645 (K)                                       | Siikajoki                              | Använde som själständig först Evijärvi, men tog senare tillbaka sitt tidigare namn. |
| Siikajoki                              | Norra Österbotten     | 1689                              | 1590 (K)                                       | Salois                                 | |
| Taivalkoski                            | Norra Österbotten     | 1879                              | 1842 (B), 1858 (K)                             | Pudasjärvi                             | Först med namnet Jokijärvi. |
| Temmes                                 | Norra Österbotten     | 1899                              | 1766 (B), 1796 (K)                             | Limingo                                | |
| Tyrnävä                                | Norra Österbotten     | 1889                              | 1640-talet.(K)                                 | Limingo                                | |
| Utajärvi                               | Norra Österbotten     | 1886                              | 1761 (K)                                       | Muhos                                  | |
| Vihanti                                | Norra Österbotten     | 1896, kunde förverkligas 1921     | 1688 (P), 1751 (K)                             | Salois                                 | |
| Överkiminge                            | Norra Österbotten     | 1909                              | 1765 (K)                                       | Kiminge                                | Hörde till Ijo 1765–1858 och Kiminge 1858–1909. |
| Ylivieska                              | Norra Österbotten     | 1861, kunde förverkligas 1875     | 1643 (K)                                       | Kalajoki                               | |
| Idensalmi                              | Norra Savolax         | 1627                              |                                                | Kuopio                                 | Köpingen Idensalmi grundades 1860 och hörde till socknen fram till år 1912. Köpingen fick stadsrättigheter 1891. |
| Kaavi                                  | Norra Savolax         | 1803, kunde förverkligas 1805     | 1650 (K)                                       | Libelits                               | |
| Karttula                               | Norra Savolax         | 1862                              | 1765 (B), 1769 (K)                             | Kuopio                                 | |
| Kiuruvesi                              | Norra Savolax         | 1862, kunde förverkligas 1884     | 1763 (K)                                       | Idensalmi                              | |
| Kuopio                                 | Norra Savolax         | 1552                              | 1549 (K)                                       | Juva                                   | 1775 grundades Kuopio stad och hörde till socknen fram till år 1899 , |
| Lapinlax                               | Norra Savolax         | 1858                              | 1819 (B), 1847 (K)                             | Idensalmi                              | |
| Leppävirta                             | Norra Savolax         | 1639                              |                                                | Kuopio                                 | Köpingen Varkaus grundades 1929 och hörde till Leppävirta fram till år 1932 , |
| Maninga                                | Norra Savolax         | 1871                              | 1765 (K)                                       | Kuopio                                 | |
| Nilsiä                                 | Norra Savolax         | 1816                              | 1738 (B), 1769 (K)                             | Kuopio                                 | |
| Pielavesi                              | Norra Savolax         | 1811                              | 1692 (K)                                       | Idensalmi                              | |
| Rautalampi                             | Norra Savolax         | 1561                              | ? (K)                                          | Sysmä                                  | |
| Rautavaara                             | Norra Savolax         | 1894                              | 1816 (B), 1849 (K)                             | Nurmes                                 | |
| Sonkajärvi                             | Norra Savolax         | 1897, kunde förverkligas 1921     | 1854 (B)                                       | Idensalmi                              | Först med namnet Rutakko. anhållan om kapellrättigheter avslogs 1862. |
| Suonenjoki                             | Norra Savolax         | 1856                              | 1781 (B), 1795 (K)                             | Rautalampi                             | Hörde fram till år 1811 till Pieksämäki. |
| Tuusniemi                              | Norra Savolax         | 1855                              | 1781 (K)                                       | Kuopio                                 | |
| Vesanto                                | Norra Savolax         | 1898                              | 1854 (B), 1868 (K)                             | Rautalampi                             | |
| Artsjö                                 | Päijänne-Tavastland   | 1865                              | 1636 (K)                                       | Lappträsk                              | |
| Asikkala                               | Päijänne-Tavastland   | 1848                              | 1547 (K)                                       | Hollola                                | |
| Gustav Adolfs                          | Päijänne-Tavastland   | 1784                              | 1540 (K)                                       | Sysmä                                  | |
| Heinola                                | Päijänne-Tavastland   | 1848                              | 1630 (K)                                       | Hollola                                | Staden Heinola grundades 1839. Men Hörde till församlingen fram till år 1917 , |
| Hollola                                | Päijänne-Tavastland   | Omnämnd 1328                      |                                                |                                        | en av Tavastlands äldsts församlingar. Köpingen Lahtis grundades 1878 grundades och hörde till församlingen fram till år 1901 , |
| Koskis                                 | Päijänne-Tavastland   | Omnämnd 1410                      | ? (K)                                          | Lammi                                  | Anslöts 1540 till Lammis som kapell. Blev på nytt självständig 1870. |
| Kärkölä                                | Päijänne-Tavastland   | 1867                              | 1711 (K)                                       | Sysmä                                  | |
| Nastola                                | Päijänne-Tavastland   | 1860                              | 1555 (K)                                       | Hollola                                | |
| Orimattila                             | Päijänne-Tavastland   | 1636                              | ? (K)                                          | Hollola                                | |
| Padasjoki                              | Päijänne-Tavastland   | 1465 (omkring)                    |                                                | Sysmä                                  | Första kända omnämnandet1438. |
| Sysmä                                  | Päijänne-Tavastland   | Omnämnd 1442                      |                                                | Hollola                                | |
| Vittisbofjärd                          | Satakunda             | 1893, kunde förverkligas 1908     | 1691 (K)                                       | Norrmark                               | Hörde till Ulfsby 1691–1861 och Norrmark 1861–1893. |
| Eura                                   | Satakunda             | senast 1425                       |                                                |                                        | Omnämnd första gången 1420. |
| Euraåminne                             | Satakunda             | Omnämnd 1346                      |                                                |                                        | |
| Harjavalta                             | Satakunda             | 1868, kunde förverkligas 1878     | Omnämnd 1392 (B), 1670 (K)                     | Kumo                                   | |
| Hinnerjoki                             | Satakunda             | 1864                              | 1695 (K)                                       | Letala                                 | |
| Honkajoki                              | Satakunda             | 1891                              | 1804 (B), 1864 (K)                             | Kankaanpää                             | Hörde till Ikalis landskommun 1804–1841 och Kankaanpää 1841–1891. |
| Honkilahti                             | Satakunda             | 1904                              | 1657 (B), 1693 (K)                             | Eura                                   | |
| Vittis Även stavat Hwittis, Hvittis    | Satakunda             | senast 1414                       |                                                |                                        | Omnämnd första gången 1366. |
| Jämijärvi                              | Satakunda             | 1899. kunde förverkligas 1908     | 1852 (B), 1863 (K)                             | Ikalis                                 | |
| Kankaanpää                             | Satakunda             | 1841                              | 1756 (P), 1759 (K)                             | Ikalis                                 | |
| Karvia                                 | Satakunda             | 1891                              | 1796 (K)                                       | Kankaanpää                             | Hörde till Ikalis landskommun 1796–1841 och Kankaanpää 1841–1891. |
| Kauvatsa                               | Satakunda             | 1892, kunde förverkligas 1918     | 1646 (B), 1812 (K)                             | Vittis                                 | |
| Kiukais                                | Satakunda             | 1897                              | 1692 (P), 1725 (K)                             | Eura                                   | |
| Kodisjoki                              | Satakunda             | aldrig en självständig församling | 1782 (P)                                       | Letala                                 | Egen predikant 1782–1858. |
| Kumo                                   | Satakunda             | Omnämnd 1324                      |                                                |                                        | Troligen den äldsta församlingen i Satakunda. |
| Kulla                                  | Satakunda             | 1901, kunde förverkligas 1920     | 1766 (K)                                       | Ulfsby                                 | |
| Kjulo                                  | Satakunda             | 1587                              | 1445 (K)                                       | Kumo                                   | |
| Lappi                                  | Satakunda             | 1622                              | 1495 (K)                                       | Raumo                                  | Hörde till Euraåminne 1495–1558 och Raumo 1558–1622. |
| Lavia                                  | Satakunda             | 1870                              | 1823 (K)                                       | Mouhijärvi                             | |
| Luvia                                  | Satakunda             | 1901, kunde förverkligas 1909     | Omnämnd 1558 (K)                               | Euraåminne                             | |
| Sastmola                               | Satakunda             | 1639                              | Omnämnd 1351 (K)                               | Ulfsby                                 | |
| Nakkila eller Nackeby                  | Satakunda             | 1861                              | 1763 (B), 1764 (K)                             | Ulfsby                                 | |
| Norrmark                               | Satakunda             | 1861                              | 1736 (P), 1771 (K)                             | Ulfsby                                 | |
| Påmark                                 | Satakunda             | 1899                              | 1802 (P), 1834 (K)                             | Norrmark                               | Hörde till Ulfsby 1802–1861 och Norrmark 1861–1899. |
| Raumo                                  | Satakunda             | 1300-talet.                       |                                                |                                        | Raumo stad grundades 1442. Men hörde till Raumo socken. |
| Siikais                                | Satakunda             | 1861                              | 1772 (K)                                       | Sastmola                               | |
| Säkylä                                 | Satakunda             | 1639                              | 1392 (K)                                       | Eura                                   | |
| Ulfsby                                 | Satakunda             | Omnämnd 1355                      |                                                | Kumo                                   | Staden Björneborg grundades1558. Hörde till Ulvsby socken fram till år 1877. Var en självständig församling 1584–1602. |
| Vambula                                | Satakunda             | 1891                              | 1590 (K)                                       | Vittis                                 | |
| Askola                                 | Nyland                | 1896, kunde förverkligas 1913     | 1639 (K)                                       | Borgå                                  | |
| Bromarv                                | Nyland                | 1865                              | 1667 (K)                                       | Tenala                                 | Staden Hangö grundades 1871. Hörde till församlingen fram till år1890 , |
| Degerby                                | Nyland                | 1913                              | 1746 (P), 1863 (K)                             | Ingå                                   | |
| Esbo                                   | Nyland                | 1451                              | 1300-talet.(K)                                 | Kyrkslätt                              | Köpingen Grankulla grundades 1920. De finskspråkiga hörde till församlingarna Kanta-Espoo och svenskspråkiga till Esbo svenska till år 1978 , |
| Helsinge socken                        | Nyland                | senast 1395                       |                                                |                                        | Omnämnd första gången 1351. Staden Helsingfors grundades 1550. Hörde till Helsinge socken fram till år1865 , |
| Ingå                                   | Nyland                | senast 1361                       |                                                |                                        | Omnämnd första gången 1335. Fagerviks bruksförsamling verkade i Ingå 1648–1870. |
| Karis landskommun                      | Nyland                | Omnämnd 1326                      |                                                |                                        | Svartå bruksförsamling verkade på Karis område 1673 - 1900. Köpingen Karis grundades 1930 och hörde till församlingen. |
| Karislojo                              | Nyland                | 1614                              | 1531 (K)                                       | Karis                                  | På området fanns eventuellt en kyrka redan på 1200-talet; känd från 1400-talet, som Karislojo. |
| Kyrkslätt                              | Nyland                | Omnämnd 1330                      |                                                |                                        | |
| Lappträsk                              | Nyland                | 1575                              | Omnämnd 1414 (K)                               | Pernå                                  | |
| Liljendal                              | Nyland                | 1914, kunde förverkligas 1917     | 1734 (B), 1791 (K)                             | Pernå                                  | |
| Lojo                                   | Nyland                | Omnämnd 1323                      |                                                |                                        | Köpingen Lojo grundades 1926 och fick stadsrättigheter år 1969. Hörde till församlingen. |
| Lovisa                                 | Nyland                | 1750                              | 1748 (K)                                       | Pernå                                  | Staden Lovisa stad grundad 1745; med namnet 1745–1752 Degerby. |
| Mörskom                                | Nyland                | 1636                              | ? (K)                                          | Pernå                                  | |
| Mäntsälä                               | Nyland                | 1616                              | 1585 (K)                                       | Borgå                                  | |
| Nummis                                 | Nyland                | 1863                              | Omnämnd 1564 (B), 1640 (K)                     | Lojo                                   | |
| Nurmijärvi                             | Nyland                | 1605                              | 1558 (K)                                       | Helsinge socken                        | |
| Pernå                                  | Nyland                | 1362                              | senast 1340 (K)                                | Borgå                                  | Forsby bruksförsamling verkade på Pernå området 1691–1826. |
| Pojo                                   | Nyland                | 1359                              |                                                |                                        | Staden Ekenäs grundades 1546. Hörde till församlingen fram till år 1865. Var självständig församling 1603-1695 |
| Borgnäs                                | Nyland                | 1896                              | 1729 (K)                                       | Borgå                                  | Först med namnet Kirveskoski. |
| Borgå                                  | Nyland                | 1200-talets slut                  |                                                |                                        | Staden Borgå grundades 1380. Hörde till församlingen |
| Buckila                                | Nyland                | 1896                              | 1640 (K)                                       | Borgå                                  | |
| Pusula                                 | Nyland                | 1862, kunde förverkligas 1887     | 1637 (K)                                       | Lojo                                   | Först med namnet Metsäkansa. |
| Pyhäjärvi                              | Nyland                | 1861, kunde förverkligas 1869     | 1654 (K)                                       | Vichtis                                | Först under namnet ”Nyhkälä”. Köpingen Högfors grundades 1832 och ingick i församlingen. |
| Strömfors                              | Nyland                | 1863                              | 1745 (K)                                       | Lovisa                                 | Ursprungligen som Pyttis församling och bildades av den del som blev på den svenska sidan efter Freden i Åbo 1743 . Hörde till Pernå 1745–1748 och Lovisa 1748–1863. |
| Sammatti                               | Nyland                | 1951                              | 1591 (K)                                       | Karislojo                              | Sammanslagen med moderförsamlingen 1859–1871. |
| Sibbo                                  | Nyland                | 1425                              | senast 1340 (K)                                | Borgå                                  | |
| Sjundeå                                | Nyland                | 1460 (omkring)                    |                                                |                                        | |
| Snappertuna                            | Nyland                | 1915                              | 1688 (P), 1809 (K)                             | Karis                                  | |
| Tenala                                 | Nyland                | Omnämnd 1329                      |                                                |                                        | |
| Tusby                                  | Nyland                | 1653                              | 1643 (K)                                       | Sibbo                                  | Mariefors bruksförsamling verkade i Pernå 1799–1869. Köpingen Kervo grundades 1924 och hörde till Tusby församling fram till år 1955, |
| Vichtis                                | Nyland                | senast 1507                       | Omnämnd 1433 (K)                               | Lojo                                   | |
| Alastaro                               | Egentliga Finland     | 1861                              | 1688 (K)                                       | Loimijoki                              | |
| Angelniemi                             | Egentliga Finland     | 1916                              | 1659 (K)                                       | Halikko                                | |
| Askais                                 | Egentliga Finland     | 1910                              | Omnämnd 1592 (K)                               | Lemu                                   | |
| Aura                                   | Egentliga Finland     | 1908, kunde förverkligas 1917     | 1636 (K)                                       | Lundo                                  | Först med namnet Brunkala. |
| Dragsfjärd                             | Egentliga Finland     | 1903                              | 1694 (K)                                       | Kimito                                 | |
| Halikko                                | Egentliga Finland     | Omnämnd 1313                      |                                                | Uskela                                 | Kan ha varit självständig församlinge redan i slutet av 1200-talet. |
| Hietamäki                              | Egentliga Finland     |                                   | Omnämnd 1366 (K)                               | Virmo                                  | Kapellet upphörde år 1702. Anslöts till Mietois kapell. |
| Hitis                                  | Egentliga Finland     | 1861                              | 1674 (K)                                       | Kimito                                 | |
| Houtskär                               | Egentliga Finland     | 1867                              | 1554 (K)                                       | Korpo                                  | |
| Iniö                                   | Egentliga Finland     | 1908                              | Omnämnd 1554 (K)                               | Tövsala                                | |
| S:t Karins                             | Egentliga Finland     | senast 1309                       |                                                |                                        | En av Finlands äldsta församlingar |
| Kakskerta                              | Egentliga Finland     | 1904                              | 1764 (B), 1858 (K)                             | S:t Karins                             | |
| Nykyrko                                | Egentliga Finland     | 1411                              |                                                |                                        | Omnämnd första gången 1316. Först med namnet Nykyrko. |
| Karinais                               | Egentliga Finland     | 1908, kunde förverkligas 1912     | 1657 (B), 1901 (K)                             | S:t Mårtens                            | |
| Karjala                                | Egentliga Finland     | 1906                              | 1600-talet.(P), 1797 (K)                       | Virmo                                  | |
| Karuna                                 | Egentliga Finland     | 1908                              | 1681 (omkring) (K)                             | Sagu                                   | |
| Kimito                                 | Egentliga Finland     | Omnämnd 1327                      |                                                |                                        | |
| Kiikala                                | Egentliga Finland     | 1639                              | 1590-talet.(P)                                 | Uskela                                 | Hörde till S:t Bertils kapell c. 1440 - c. 1590. |
| Kisko                                  | Egentliga Finland     | 1540 (omkring)                    | Omnämnd 1347 (K)                               | Pojo                                   | |
| Korpo                                  | Egentliga Finland     | senast 1434                       |                                                |                                        | Omnämnd första gången 1384. |
| Koskis                                 | Egentliga Finland     | 1901, kunde förverkligas 1913     | 1647 (K)                                       | S:t Mårtens                            | Först med namnet Ylistaro. |
| Gustavs                                | Egentliga Finland     | 1865Mall:Lähde                    | 1782 (K)                                       | Tövsala                                | Har gåt tunder namnen: Vartsala kapell (1554–1782) och Gunnarais bönehusgäll (1670–1782). Först med namnet Kivimaa. |
| Kustö                                  | Egentliga Finland     | 1914                              | 1653 (K)                                       | Pikis                                  | Ansluten till moderförsamlingen 1863–1885. |
| Letala                                 | Egentliga Finland     | 1200-talet.                       |                                                |                                        | Församlingens centrum fanns först i byn Untamala men flyttades till Letala när kyrkan byggdes 1468. Köpingen Loimaa. |
| Lemu                                   | Egentliga Finland     | senast 1404                       |                                                | Nousis                                 | Omnämnd första gången 1380. |
| Lundo                                  | Egentliga Finland     | Omnämnd 1331                      |                                                |                                        | |
| Loimijoki                              | Egentliga Finland     | 1420-talet.                       |                                                |                                        | Omnämnd första gången 1439. Köpingen Loimaa eller Loimijoki grundades 1921. Hörde till församlingen fram till år 1931. |
| Lokalax                                | Egentliga Finland     | 1905                              | 1409 (K)                                       | Vehmaa                                 | Var självständig församling 1630–1690. |
| S:t Marie                              | Egentliga Finland     | 1160 (omkring)                    |                                                |                                        | Först med namnet Räntämäki. S:ta Marie kyrka 1300- eller 1400-talet. |
| S:t Mårtens                            | Egentliga Finland     | Omnämnd 1409                      |                                                | Uskela                                 | |
| Masku                                  | Egentliga Finland     | Omnämnd 1234                      |                                                |                                        | |
| Merimasku                              | Egentliga Finland     | 1904                              | ? (K)                                          | Nådendal                               | Ursprungligen som Masku kapell, anslöts 1577 till Nådendal . |
| Metsämaa                               | Egentliga Finland     | 1914                              | 1777 (K)                                       | Loimaa                                 | |
| Mietois                                | Egentliga Finland     | 1865                              | 1643 (K)                                       | Virmo                                  | |
| Muurla                                 | Egentliga Finland     | 1919                              | 1724 (P), 1860 (K)                             | Uskela                                 | Hörde till Salo 1724–1832 och Uskela 1832–1919. |
| Virmo                                  | Egentliga Finland     | Omnämnd 1200-talets slut.         |                                                |                                        | |
| Nådendal                               | Egentliga Finland     | 1443                              |                                                |                                        | Nådendal grundades som stad detta år. |
| Nagu                                   | Egentliga Finland     | Omnämnd 1448                      |                                                |                                        | Nagu kyrka S:t Olovs kyrka fanns redan på 1300-talet. Själö hospitalsförsamling verkade i Nagu 1627–1841. |
| Nousis                                 | Egentliga Finland     | Omnämnd 1232                      |                                                |                                        | En av Finlands äldsta församlingar |
| Oripää                                 | Egentliga Finland     | 1901                              | ? (P), 1778 (K)                                | Pöytis                                 | |
| Patis                                  | Egentliga Finland     | 1901, kunde förverkligas 1937     | 1580 (K)                                       | Vahto                                  | Hörde till S:t Marie 1580–1893 och Vahto 1893–1901. |
| Pemar                                  | Egentliga Finland     | 1325                              |                                                |                                        | |
| Pargas landskommun                     | Egentliga Finland     | Omnämnd 1329                      |                                                |                                        | 1948 grundades Pargas köping som hörde till församlingen.. |
| Bjärnå                                 | Egentliga Finland     | Omnämnd 1330                      |                                                | Uskela                                 | Teisko bruksförsamling verkade i Bjärnå 1687–1869. |
| S:t Bertils                            | Egentliga Finland     | 1860, kunde förverkligas 1869     | 1440-talet.(K)                                 | Uskela                                 | |
| Pikis                                  | Egentliga Finland     | Omnämnd 1331                      |                                                | Uskela                                 | |
| Pyhämaa                                | Egentliga Finland     | 1639                              | ? (K)                                          | Letala                                 | Under åren 1782–1908 var Pyhämaa igen kapell under moderförsamlingen Pyhäranta eller Rohdais. |
| Pyhäranta                              | Egentliga Finland     | 1782                              | 1688 (K)                                       | Pyhämaa                                | Under namnet Rohdois till år 1908. |
| Pöytis                                 | Egentliga Finland     | Omnämnd 1366                      |                                                |                                        | |
| Reso                                   | Egentliga Finland     | 1292                              |                                                |                                        | Hörde under Nådendal som kapell 1577–1894. |
| Rusko                                  | Egentliga Finland     | Omnämnd 1340                      |                                                |                                        | Hörde under Masku som kapell 1577–1900. |
| Rimito                                 | Egentliga Finland     | 1385                              |                                                |                                        | |
| Sagu                                   | Egentliga Finland     | Omnämnd 1335                      |                                                |                                        | |
| Sommarnäs, Somero                      | Egentliga Finland     | 1901, kunde förverkligas 1917     | 1682 (K)                                       | Somero                                 | |
| Somero                                 | Egentliga Finland     | senast 1492                       | Omnämnd 1449                                   | Hattula                                | På 1300-talet hörde Södra Somero till Uskela och Norra Somero till Hattula. |
| Suomusjärvi                            | Egentliga Finland     | 1898, kunde förverkligas 1903     | 1678 (K)                                       | Kisko                                  | |
| Finby                                  | Egentliga Finland     | 1904, kunde förverkligas 1924     | 1660 (omkring) (K)                             | Bjärnå                                 | |
| Tövsala                                | Egentliga Finland     | Omnämnd 1350                      |                                                |                                        | |
| Tarvasjoki                             | Egentliga Finland     | 1906, kunde förverkligas 1910     | 1657 (P), 1859 (K)                             | S:t Mårtens                            | Tidigare namn Alastaro, Eura, Eurais. |
| Uskela                                 | Egentliga Finland     | Omnämnd 1329                      |                                                |                                        | Kan ha varit självständig församling redan omkring år 1230. 1891 grundades Salo köping och hörde till församlingen fram till år 1914 , |
| Nystads landskommun                    | Egentliga Finland     | 1622                              |                                                | Nykyrko                                | Staden grundad 1617 och var kapell under Nykyrko 1808–1866. |
| Vahto                                  | Egentliga Finland     | 1893                              | 1638 (P), 1866 (K)                             | Masku                                  | Hörde till Rusko till år 1638, |
| Vemo                                   | Egentliga Finland     | Omnämnd 1331                      |                                                |                                        | |
| Vemo kapell                            | Egentliga Finland     |                                   | 1738 (P), 1771 (K)                             | Virmo                                  | Kapellet upphörde år 1860 och anslöts till Karjala kapell |
| Västanfjärd                            | Egentliga Finland     | 1904                              | 1694 (P), 1779 (K)                             | Kimito                                 | |
| Yläne                                  | Egentliga Finland     | 1875, kunde förverkligas 1879     | Senast 1392 (K)                                | Pöytis                                 | |